# Emas
Emas är en kommun i Brasilien.   Den ligger i delstaten Paraíba, i den östra delen av landet, 1 500 km nordost om huvudstaden Brasília. Antalet invånare är 3 317.
Omgivningarna runt Emas är huvudsakligen savann. Runt Emas är det glesbefolkat, med 8 invånare per kvadratkilometer.